# George Villiers
George Villiers, prvi vojvoda Buckinghamski, angleški diplomat in politik, * 28. avgust 1592, Brooksby, grofija Leicestershire, Anglija, † 23. avgust 1628, Portsmouth, Anglija.